# Joseph Nechvatal
Joseph Nechvatal (født 1951 i Chicago) er en post-konceptuel digital kunstner og kunsthistoriker, som er kendt for at lave computer-assisterede malerier og computeranimationer, ofte ved brug af computervira.

## Liv og kunstnerisk virke

### Uddannelse
Joseph blev født i Chicago, USA, 1951. Han studerede kunst og filosofi på Southern Illinois University Carbondale, Cornell University og Columbia University, hvor han studerede med Arthur Danto, mens han arbejdede som arkvist for den minimalistiske komponist La Monte Young. Fra 1979 udstillede han sit arbejde i New York, primært på Galerie Richard, Brooke Alexander Gallery og Universal Concepts Unlimited.

### 1980 - 1990
Hans arbejde i de tidlige 1980ere bestod af postminimalistiske grå grafiktegninger der ofte var fotomekanisk forstørret. I den periode var han i kontakt med kunstgruppen Colab og hjælp med at etablere det no-profit kulturelle rum ABC No Rio. I 1983 var han med til at oprette det avantgardistiske elektroniske musikprojekt Tellus Audio Cassette Magazine. I 1984 begyndte Nechvatal at arbejde på en opera kaldet XS: The Opera Opus med no-wave musikkomponisten Rhys Chatham. 
Fra 1986 begyndte Nechvatal at lave malerier bistået af robotter. Senere begyndte han at gøre brug af computervirus. Dette ser man i dag som en af de tidlige bidrag til en post-human æstetik. Han udvikler tanken om at se billedet som en indbydende vært for virus, hvis rolle er at manipulere og nedbryde oplysningerne i billedet. Forståelsen af virus som havende den negative rolle som sygdom, og nedbrydelse, bliver akkompagneret af forståelsen af virus som grundlaget for en kreativ proces, en bringer af fornyelse og som forløberen for alt levende. 

### 1990 - 2000
Mellem 1991–1993 arbejdede Nechvatal på The Computer Virus Project (Se projektet (eksternt link)), hvilket var et kunsteksperiment med computervira og animation. Skriftsproget var Hypercard Basic.
I 1999 fik Nechvatal en Ph.D. i kunstfilosofi og de nye teknologier. Her udviklede han sin idé om viraktualisme, som forsøger at "skabe en grænseflade mellem det biologiske og det teknologiske". Ifølge Nechvatal er dette et nyt topologisk rum.

### 2000 - 2010
I 2001 begyndte han projektet Computer Virus 2.0 i samarbejde med Stéphane Sikora (Se projektet (eksternt link)), som blev programmeret med C++. Projektet tog et stort skridt mod at blive en sand simulering af kunstigt liv. Forskellige uforudsigelige progressive vira fungerer her som autonome agenter i vedvarende samspil med deres omgivelser, et billede. Uforudsigeligheden gør, at deres samspil med billedet, er forskelligt for hver gang, og hver fremvisning af værket vil da være unik. Projektet var inspireret af John Horton Conways arbejde (specielt Conway's Game of Life), af John von Neumanns arbejde, af John Kozas algoritmer, samt den selv-destruktive kunst af Gustav Metzger.
I 2005 udstillede han forskellige værker i forbindelse med Computer Virus 2.0 (digitale malerier, digitale tryk, en digital lydinstallation og to live elektroniske virus-angreb kunstinstallationer) i et soloshow kaldet cOntaminatiOns på Château de Linardié i Senouillac, Frankrig. 
Mellem år 2006 og 2008 arbejdede Nechvatal på den elektroniske noisemusik-symfoni ved navn viral symphOny, ved hjælp af hans computer virus software.

## Teori

### Viraktualisme
Viraktualisme er en kunstteori udviklet af Nechvatal i 1999. Ideen om det viraktuelle bestræber sig på at skabe en grænseflade, et 'interface', mellem det biologiske og det virtuelle. Det er centralt for Nechvatals arbejde som kunstner.
Teorien begynder med erkendelsen af, hver ny teknologi forstyrrer tidligere bevidsthedsrytmer. Ifølge Nechvatal er der i kunsten opstået en uophørlig transmutation, hvilket har skabt kunsten som et område for ubegrænset ødselhed. Dette identificerer han som viraktualiteten. Kunsten i informationsalderen, hvilket har skabt denne transformation, medfører, at kunsten nu må ses som et viraktualitetsdomæne. 
Viraktualismen opstår i mødet mellem det virtuelle og det aktuelle - deraf navnet viraktualisme. Dette kan også beskrives som den viractuelle liminalitetsspændevidde, dvs. en tærskel mellem to sfærer eller rum. En hovedinspiration til denne tanke var Gilles Deleuzes analyse af Baruch Spinoza - en filosof fra 1700-tallet som mente, at alt der eksisterer har samme substans. Deleuze fik Nechvatal til at se, at vores lidenskab får os til at stræbe efter større eller mindre tilstande af ophøjet alsidighed, alt afhængigt af vores vurdering om hvorvidt det, der kommer os i møde, vil indgå i en syntese med os, eller om det vil nedbryde os (om det vil gå ind i en komposition med os, eller om det vil dekomponere os). Deleuze skrev at når noget møder noget andet, kan det ske at de to former et stærkere hele, og nogle gange vil den ene dekomponere den anden. Vi går altså fremmedheden i møde i forhold til vores forventning af den effekt den vil have på os. Det er med andre ord mødet mellem de to verdener, og vores forhold til det, som er kernen i viraktualismen.
Viraktualismen forsøger således at begribe vores tidsånd - en tidsånd som ifølge Nechvatal er en realitet hvor alt, alle vegne, til alle tider, er forbundet i et rhizomatisk kommunikationsnetværk. Dette må frembringe nye former for billeder og en ny form for kunst. Ifølge Nechvatal er den viraktuelle sfære også et politisk-spirituelt kosmos forstået på den måde at nye former for orden kan opstå, således at enhver form for orden kun er midlertidig. Indenfor en viraktuel skabelse er alle tegn genstand for ubegrænset semiose - hvilket er at sige, at de er oversætbare til andre tegn. 

## Fodnoter
1. ↑  Navnet er anført på bokmål og stammer fra Wikidata hvor navnet endnu ikke findes på dansk.
2. ↑  "Galerie Richard". Arkiveret fra originalen 10. oktober 2012. Hentet 13. oktober 2012.
3. ↑  Milazzo & Collins 1990, s. 3-7.
4. ↑  Popper 2007, s. 120-123.
5. ↑  Lieser, Wolf. Digital Art. Langenscheidt: h.f. ullmann. 2009 s. 87
6. ↑  Morgan 2006, s. 75-76.
7. ↑  Paul 2006, s. 57-58.
8. ↑  Se Joseph Nechvatal, Towards an Immersive Intelligence: Essays on the Work of Art in the Age of Computer Technology and Virtual Reality (1993-2006). Edgewise Press. New York, N.Y. 2009
9. ↑  UbuWeb Sound - Joseph Nechvatal
10. ↑  Our Digital Noology: Catherine Perret in conversation with Joseph Nechvatal
11. ↑  "Viraktualisme forklaret". Arkiveret fra originalen 28. august 2008. Hentet 10. oktober 2012.
12. ↑  "Voluptuous Viractualism - Hermaphroditic Codes, Robotic Art and Immersive Excess". Arkiveret fra originalen 5. februar 2012. Hentet 13. oktober 2012.
13. ↑  "Artikel af Nechvatal på Beehive". Arkiveret fra originalen 10. maj 2013. Hentet 13. oktober 2012.
14. ↑  Deleuze, G. 1984. Spinoza: Practical Philosophy. San Francisco: City Lights, s. 21